# Associação Industrial do Minho
Associação Industrial do Minho (AIMinho), foi uma Associação Empresarial com base regional no Minho (Portugal), criada em 1975 e encerrada em 2018. Tinha  o estatuto de entidade privada de utilidade pública sem fins lucrativos. A sua sede era em Braga, e teve delegações nas principais cidades Minhotas.
Apoiou vários projectos tecnológicos em Portugal com o apoio do governo e de várias empresas da região do Minho.
Em setembro de 2018, A AIMInho tinha uma dívida superior a 12 milhões de euros, sendo os dois maiores credores a Caixa Geral de Depósitos, e o Novo Banco.
Em 5 de setembro de 2018, o Tribunal de Vila Nova de Famalicão decretou a "liquidação e encerramento" da Associação Industrial do Minho depois de a assembleia de credores ter rejeitado um plano para recuperar a instituição da insolvência.
Em setembro de 2018, no âmbito do inquérito judicial relacionado com a Associação Industrial do Minho foram imputados pelo Ministério Público a 126 arguidos (79 pessoas singulares e 47 coletivas) os crimes de Associação criminosa, fraude na obtenção de subsídio, burla qualificada, branqueamento, falsificação e fraude fiscal qualificada.
Em causa estão os ganhos ilícitos de quase 10 milhões de euros com projetos relacionados com a associação e cofinanciados pela União Europeia.
O Tribunal de Braga não encontrou na cidade uma sala capaz de acolher os 122 arguidos no processo que envolve 79 pessoas e 43 empresas, o que implica cerca de 200 pessoas, se se contabilizarem os advogados e as testemunhas.
O julgamento começa, dia 26 de abril de 2022, no salão nobre dos Bombeiros Voluntários de Barcelos, prevendo-se que tenha 90 sessões e se prolongue até fevereiro de 2023.
A primeira audiência será apenas para identificação dos arguidos e para que estes digam ao coletivo de juízes se pretendem ou não prestar declarações.
Prevê-se que o julgamento dure, pelo menos um ano.
O mapa do rateio final indica que a venda de bens rendeu 2,9 milhões de euros e que os credores perderam, ao todo, cerca de 5,8 milhões, dado que a dívida total, os créditos reconhecidos, atingia os 8,7 milhões. Dos 29 credores, apenas quatro não foram penalizados, a começar pelos 11 trabalhadores, pelo IEFP (Instituto de Emprego), o Fundo de Garantia Salarial e um outro credor empresarial, todos eles com créditos considerados privilegiados.
As contas finais indicam que o maior perdedor foi o ex-BES (hoje Novo Banco) que ficou sem 5,7 milhões de euros, seguindo-se a Caixa Geral de Depósitos que perdeu 3,8 milhões. A Caixa ainda conseguiu encaixar 2,5 milhões – dos 6,2 que havia emprestado, por ter créditos garantidos por hipoteca dos dois prédios, o de Braga e o de Viana do Castelo, vendidos por 2,8 milhões.
Já a transação de bens móveis, de recuperação de créditos e de saldos bancários somou, apenas, 98 mil euros.

## Projectos
- Minho Campus Party